# Jean Rochon
Pour les articles homonymes, voir Jean Rochon (journaliste) et Rochon.
Jean Rochon, né le 29 juillet 1938 à Montréal et mort dans la même ville le 16 octobre 2021,, est un médecin, professeur et homme politique québécois. Il est ministre péquiste dans les gouvernements de Jacques Parizeau (1994-1996), de Lucien Bouchard (1996-2001) et de Bernard Landry (2001-2003).

## Biographie
Après avoir obtenu son baccalauréat ès arts du Collège Sainte-Croix — alors affilié à l'Université de Montréal — (1950-1958), il obtient une licence en droit de l'Université de Montréal (1961), puis un diplôme en médecine de l'Université Laval (1966). Il détient une maîtrise en santé publique (1968) et un doctorat en santé publique de l'Université Harvard (1973), puis un doctorat honoris causa de l'Université catholique de Louvain en Belgique (1988).
- Directeur du Département de médecine sociale et préventive à l'Université Laval (1970-1979).
- Directeur du Département de santé communautaire au Centre hospitalier de l'Université Laval (1973-1979).
- Doyen de la Faculté de médecine de l'Université Laval (1979-1985).
- Président de la Commission d'enquête sur les services de santé et les services sociaux de 1985-1988 (aussi connue et souvent citée sous l'appellation de "Commission Rochon".
- Adjoint au directeur général pour l'Europe de l'Organisation mondiale de la santé à Copenhague.
- Responsable de la création d'une Direction des programmes en santé publique pour l'ensemble de l'O.M.S., à partir de son siège social, à Genève.
- Député de la circonscription de Charlesbourg (1994-2003).
- Ministre de la Santé et des Services sociaux du Québec (1994-1998).
- Ministre de la Recherche, de la Science et de la Technologie (1998).
- Ministre du Travail et ministre de la Solidarité sociale (2001-2002).
- Ministre d'État aux Ressources humaines et au Travail (2002-2003).
- Retraite de la vie politique en 2003.

## Principales réalisations
Loi sur le tabac
C'est sous son mandat comme ministre de la Santé que le gouvernement du Québec adopte, en 1998, une loi qui réglemente l'usage du tabac dans les endroits publics à la grandeur du Québec.
Virage ambulatoire
Il a également été chargé d'une vaste réforme administrative du ministère de la Santé et des Services sociaux, et entreprit de réaliser ce qu'on a appelé le « virage ambulatoire » dans la prestation des soins de santé.
Deux définitions du « virage ambulatoire » :
- Virage dans l'organisation des services de santé où la personne pouvant se déplacer n'est plus hospitalisée pour recevoir les traitements et les interventions qui lui sont nécessaires.
- Le virage ambulatoire, aussi appelé « déshospitalisation », est un des principaux éléments de la transformation récente du système de santé au Québec : il consiste principalement à écourter et même à éviter les séjours en milieu hospitalier en donnant davantage de services plus près des milieux de vie, au CLSC ou à domicile.

Savoir changer le monde
Le 25 janvier 2001, alors qu'il était ministre de la Recherche, de la Science et de la Technologie, M. Jean Rochon publiait une politique de la science et de l’innovation intitulée « Savoir changer le monde ». C'est dans le cadre de cette politique que fut créée, en 2001, la Commission de l'éthique de la science et de la technologie, rattachée au Conseil de la science et de la technologie.